# San Jacinto (fiume)
Il San Jacinto è un fiume di 45 km che scorre nel sud-ovest degli Stati Uniti d'America, nello stato del Texas.
Prende forma dalla diga del lago Houston nella contea di Harris e sfocia nella baia di Galveston. Fino al 1858 la zona era abitata dalla tribù indiana dei Karankawa.
Il San Jacinto è dato dall'unione di due bracci principali (forks), quello orientale (East Fork), e quello occidentale (West Fork). Il braccio occidentale ha una lunghezza totale di 145 km, e alimenta il lago Conroe, prima di scorrere in direzione sud, dalla Contea di Montgomery ed incontra il braccio orientale nel nord-est della Contea di Harris, entro il lago Houston. Il braccio orientale sorge nella Contea di San Jacinto, a nord delle Sam Houston National Forests e ha una lunghezza di circa 110 km. Scorre verso sud attraversando la città di Cleveland nella Contea di Liberty e sfocia a sua volta nel lago Houston.
Il bacino idrografico del San Jacinto si estende su una superficie di 10.297 km². Il fiume attraversa una zona in larga misura composta di terreni sabbiosi, e posta solo pochi metri sopra il livello del mare. Sulle sue sponde crescono pini, olmi, querce e salici.
Sulle rive del fiume nel 1836 è stata combattuta una battaglia durante la Rivoluzione texana, la battaglia di San Jacinto.